# Leyland

Leyland (Лейленд) — з 1896 року англійський виробник автомобілів та автобусів. Штаб-квартира розташована в місті Лейленд. У 1923 році компанія припинила виробництво легкових автомобілів. У 1968 році був створений концерн British Leyland Motor Corporation.

## Джеймс Самнер
Джеймс Самнер народився в 1860 році в сім'ї коваля Річарда Самнера, який жив у містечку Лейланд. Хлопчик навчився ковальській справі і став працювати в сімейному підприємстві. У 1888 році він переробив свій триколісний велосипед на парову тягу.
У віці 32 років він успадкував батьківський бізнес. Ставши господарем компанії J.Sumner, він вирішив модернізувати виробничу лінію і став випускати чавунну продукцію у вигляді виливків, вагою до півтонни, і латунних виробів, вагою до півтори центнера. Через два роки він будує паровий вантажний віз для місцевої бавовнообробної фірми John Stanning and Son. В Англії тоді був в силі закон «червоного прапора», і прапороносцем цього механізму став молодший брат Джеймса — Вільям. Крім самохідного воза Самнер оснастив паровим 2-циліндровим двигуном і газонокосарку, яку став випускати серійно. У 1895 році Самнер будує триколісний паровий локомобіль для Вільяма Теодора Карра — магната, що займався кондитерським бізнесом. Його компанія — Carr and Co, випускала на той момент 128 сортів бісквіту, але до автомобілів відношення не мала.
У 1896 році Самнер спільно з Генрі Спар'єром і його синами Генрі II і Джорді, які мали нафтопереробний бізнес, купує підприємство T. Coulthard and Co. Це було підприємство, яке існувало з 1815 року, основним видом діяльності було виготовлення ткацького обладнання, але в 1895 році фірма стала експериментувати у галузі парових самохідних транспортних засобів. Незабаром бізнесмени ставлять цей вид справи на потік і починають продавати свої парові вантажівки під маркою T. Coulthard.

## Заснування компанії. Початок виробництва автомобілів

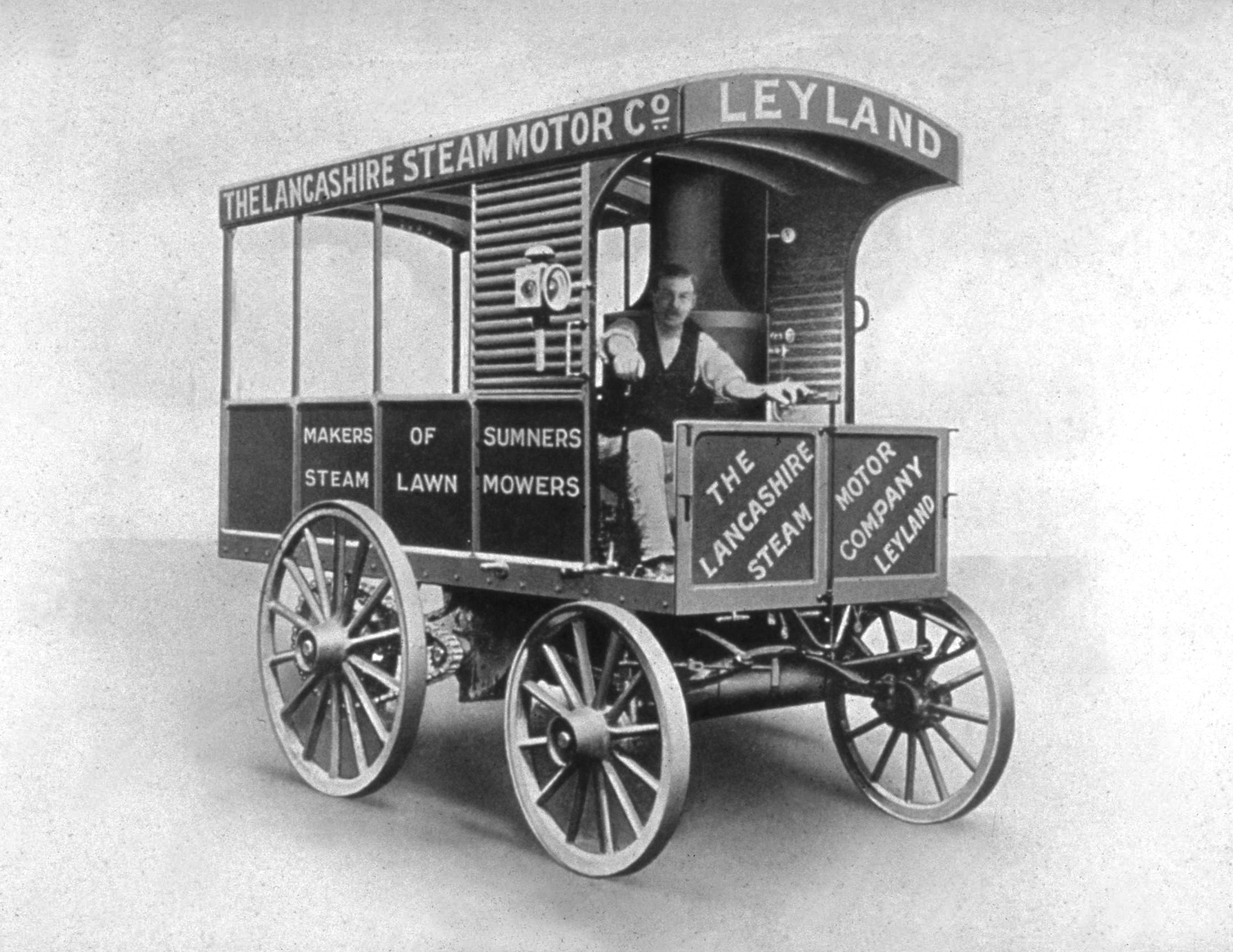
Парова вантажівка 1898 року марки Lancashire

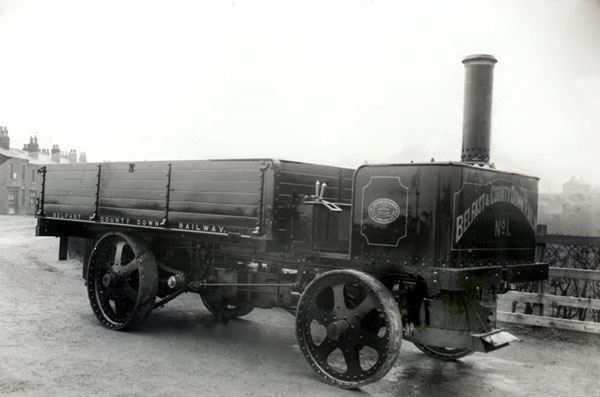
Парова вантажівка 1899 року марки T.Couldhard

У цьому ж році колишня ливарна компанія J.Sumner перейменовується в Lancashire Steam Motor Co, тепер у Джеймса з'явилися співвласники його бізнесу, це був все той же клан Спар'єрів. Тоді ж починається серійне виробництво парових вантажівок, що розвивали потужність у 14 к.с. і брали на борт 300 кг. Через рік колишній прапороносець Вільям Самнер стає інженером у фірмі брата і починає також брати участь у конструюванні вантажних транспортних засобів. У 1901 році фірма стала експортувати свою продукцію за межі країни, а сама вона розширила свій штат співробітників з 20 осіб до 150. Інше підприємство ділків — T. Coulthard and Co розвивалося самостійно, в інженерах там значилися інші люди: Брайтмор і Бейлі, який в 1910 році приєднається до конструкторського бюро фірми Rolls-Royce, а поки ці панове конструювали важкі парові вантажівки, здатні піднімати по 4—5 тонн вантажу.
До 1904 року Lancashire випускав до 40 вантажівок і автобусів на рік, в цей же час будується перша експериментальна вантажівка фірми з ДВЗ, 2-циліндровий мотор розвивав 16 к.с., машина отримала дивне прізвисько — «The Pig», тобто «Свиня». Проте конкретна модель в серію не пішла, зате незабаром з'явилася серійна вантажна машина Туре Y. Поступово виробництво продукції, що випускалася, з бензиновими двигунами зрівнялося за обсягом з випуском паровиків. У 1907 році фірма повністю переходить на виробництво транспортних засобів з бензиновими двигунами, попутно назва Lancashire Steam Motor Co змінюється на Leyland Motors, реорганізована фірма викуповує незалежну компанію T. Coulthard and Co, яка тепер входить до складу LM. T. Coulthard and Co теж припинила виробництво парових двигунів і автомобілів і стала займатися виробництвом деталей для ДВЗ. Це підприємство закінчило свою життєдіяльність у 1917 році.
Поступово компанія росла, відкриваючи дочірні підприємства в інших містах Англії, зокрема в Ліверпулі і в Лондоні. У 1913 році в компанію на місце головного конструктора приходить уродженець Уельсу — Джон Годфрі Паррі-Томас. Через рік фірма була реорганізована в компанію з обмеженою відповідальністю — Leyland Motors Ltd, тепер на неї працювало вже 1500 чоловік, до серпня 1914 року було побудовано майже 2100 вантажівок, з початком військових дій компанія побудувала за місяць ще майже 260 автомобілів для військового відомства Великої Британії. З цього моменту основним замовником продукції стають військові, в 1917 році в компанію приходить 22-річний інженер на ім'я Рід Рейлтон, який пізніше дозволить використовувати своє легендарне ім'я автомобільній марці «Railton». На той момент на підприємстві працювало вже 3000 працівників. Паррі-Томасу і Ріду Рейлтону доручається проєктування легкового автомобіля вищого класу, який став би гідним конкурентом Rolls-Royce 40/50HP, які більше відомий під ім'ям Silver Ghost.
У 1919 році у відставку йде 59-річний Джеймс Самнер, а через рік на автосалоні в лондонській «Олімпії» була анонсована перша легкова машина марки Leyland. Машина, що отримала назву Eight, мала рядний 8-циліндровий двигун, об'ємом 6.9 л і потужністю 115 к.с. («Срібний Дух» при моторі в 7.4 л розвивав усього 75 к.с.). Мотор був оснащений верхнім розподілвалом, бічними клапанами і напівсферичними камерами згоряння. Підвіска була оснащена консольними чвертьеліптичними ресорами, гальма, які задіювали задні колеса, були обладнані вакуумним підсилювачем, у машині було три великих резервуара: один — для палива, другий — для змащення двигуна і трансмісії, а третій — для змащення шасі.
Leyland Eight став першим британським автомобілем з рядною вісімкою, відразу після своєї прем'єри, яка викликала сенсацію, ця найдорожча машина, яка виготовлялася у Великій Британії, отримала прізвисько «Олімпійський Лев». Крім автомобілів із заводськими кузовами, пропонувався цей автомобіль і у вигляді голих шасі, на які контори типу Vanden Plas або Windover пропонували свою більш вишукану продукцію. Незабаром модельний ряд складався з двох варіантів бази, і до 6.9 л мотора додався 7.2 л з двома карбюраторами, який розвивав 145 к.с., з ним важкий автомобіль розганявся до 120 км/год. Паррі-Томас особисто випробовував автомобілі, перш, ніж їх передати замовнику, до цієї швидкості.
Такі дорогі машини могли собі дозволити тільки дуже заможні люди, за весь час виробництва, а випускали машину до 1923 року, було виготовлено всього від 14 до 18 примірників, дані розходяться. Це був один з рідкісних автомобілів, проте його ім'я вписане в історію.

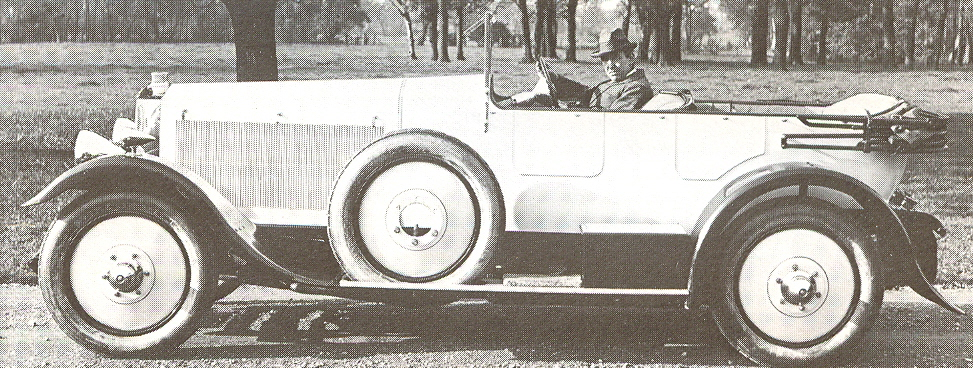
Leyland Eight Tourer, позичений Коллінзу

У серпні 1922 року ірландський видатний політик, який зіграв не останню роль у становленні незалежності Ірландії, — генерал Майкл Коллінз, поїхав укладати мир з сепаратистами-ірландцями, які мешкали в його рідних краях — Вест Корку. На прохання Черчилля Ген МакКрірі позичив Коллінзу свій Leyland Eight жовтого кольору. Генерала в поїздці супроводжували бійці його загонів. Конвой, крім Leyland Eight, складався з мотоцикліста, вантажівки Crossley Tender і броньовика. Побувавши в рідних місцях, де генерал народився, конвой вирушив у Макрум, по дорозі їм траплялися барикади, які розчищав у тому числі і сам генерал. Незабаром конвой потрапив у засідку, першим обстріляли мотоцикліста, що їхав попереду, але він не постраждав, ад'ютант Коллінза наказав тиснути на повний газ водієві Leyland Eight, однак генерал наказав зупинити автомобіль і дати відсіч повстанцям, зав'язалася перестрілка, після чого бандити ретирувалися. Перерахувавши особовий склад, який не постраждав у цьому бою, не дорахувалися самого головнокомандувача ірландської армії, його виявили біля броньовика з простреленою розривною кулею головою, Коллінз був живий. Проте по дорозі легковий автомобіль загруз у багнюці, і вже тіло генерала довезли до безпечного місця на вантажівці Crossley. Для Ірландії це була трагедія, автомобіль, який і так було виготовлено менше двох десятків, був знищений місцевими жителями, уцілів тільки годинник з панелі приладів.
У 1921 році Джон Годфрі Паррі-Томас, який до цього займався тільки проєктуванням вантажівок, не рахуючи 8-циліндрового легковика, захопився гонками. Він знайомиться з графом Луї Зборовським, який був досить успішним гонщиком, його батько — граф Вільям Еліот Морріс Зборовський, теж був відомим гонщиком на зорі становлення автомобілів, він загинув в гонках Ла Тюрбо, виступаючи на автомобілі марки Mercedes, коли його синові було всього вісім. Луї Зборовський був покровителем марки Aston Martin, сам не раз виступав на автомобілях Bugatti і Miller, і за дивним збігом обставин він, як і його батько, загинув за кермом автомобіля марки Mercedes. У 1924 році німецька фірма запросила гонщика в свою команду, і він, виступаючи на Гран-прі Італії, влетів на повному ходу в дерево.

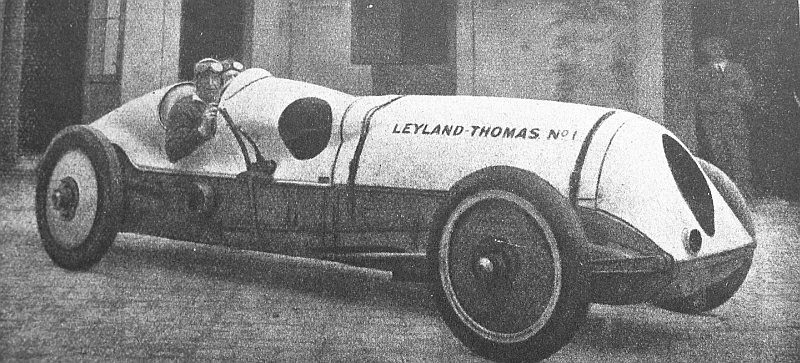
Leyland-Thomas Eight N1

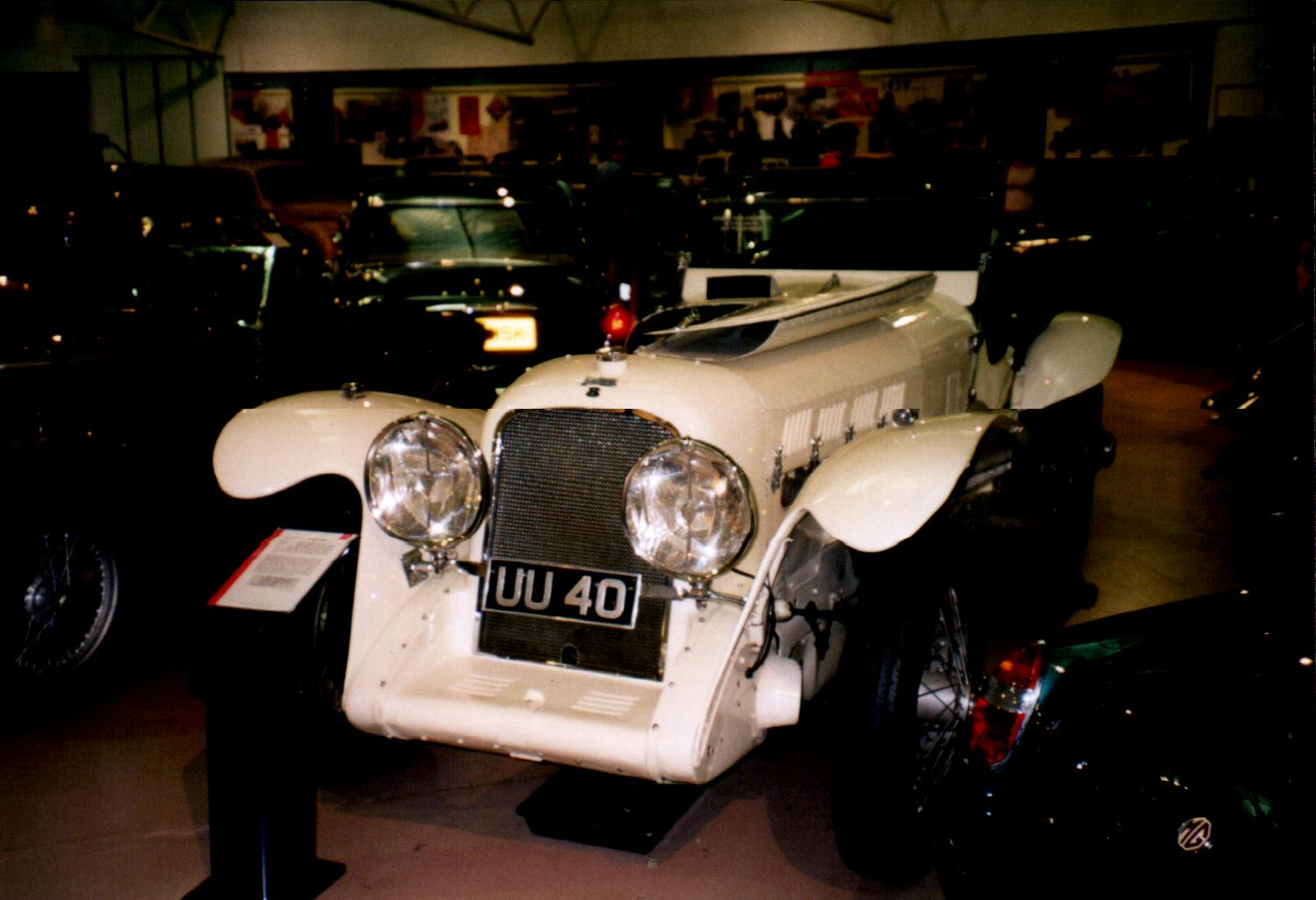
Leyland Eight

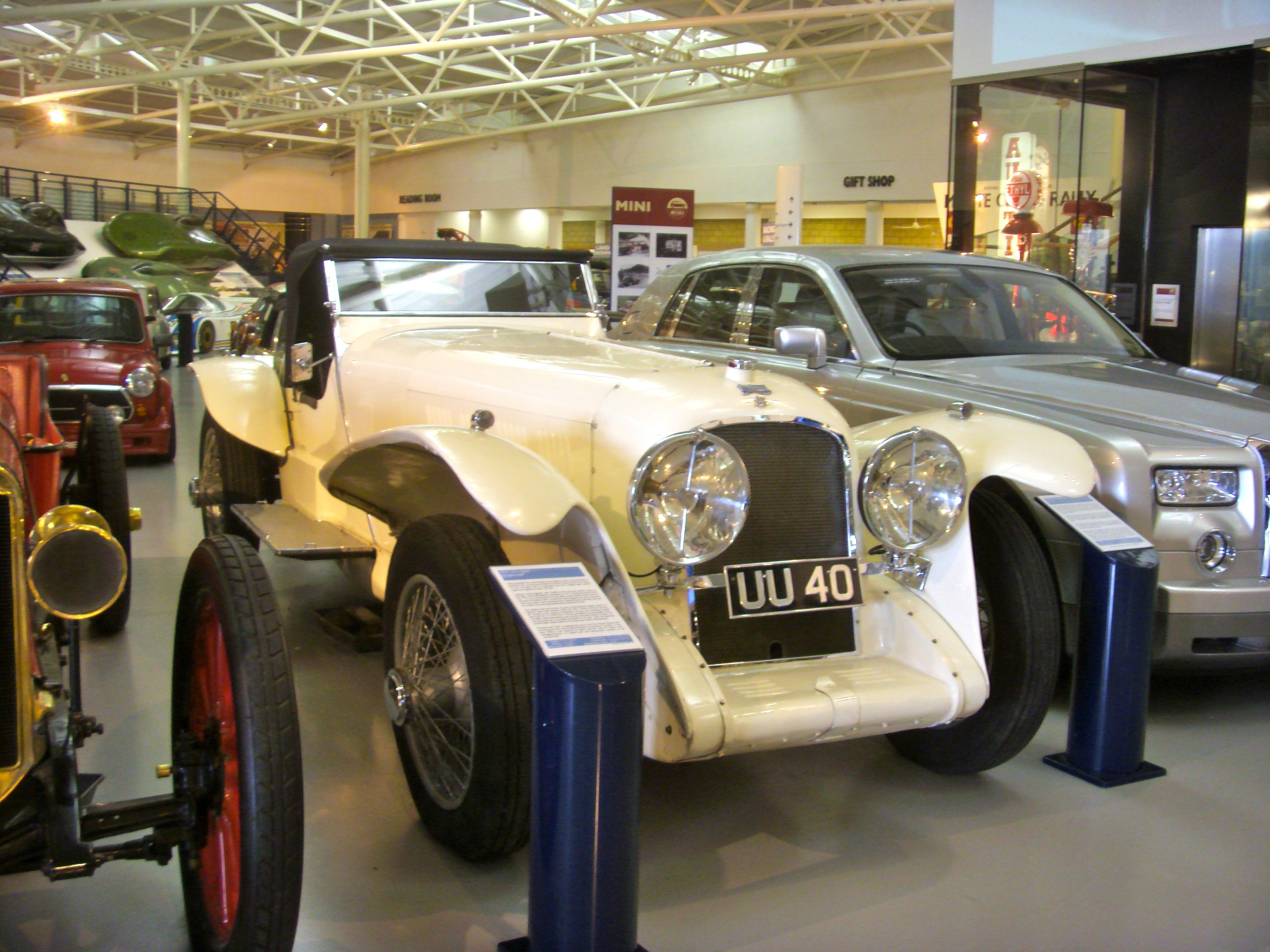
Leyland Eight

Паррі-Томас в 1924 році викуповує у фірми Leyland, яку він покинув заради побудови гоночних автомобілів, шасі непроданих легкових автомобілів. Створивши фірму Thomas Inventions Development Co, інженер будує на їх базі гоночні варіанти, які він назвав Leyland-Thomas Eight. Двигун був розточений до 8 літрів і форсований до 200 к.с., що дозволяло розігнатися на прямій до 210 км/год. Паррі-Томас настільки захопився гонками, що навіть оселився на трасі Брукландс, знявши там котедж. Паррі-Томас загинув безглуздою і моторошною смертю в 1927 році, встановлюючи черговий рекорд швидкості на гоночному автомобілі, який він купив колись у свого покійного друга графа Зборовського. Взимку 1927 року Сігрейв розігнав свій болід до 275 км на годину, в лютому Кембелл на своєму Bluebird I перевищує планку в 280 км на годину, тому валлієць збирає свої речі і в березні приїжджає в Пендін Сендс, де вирішує поставити новий рекорд швидкості на своєму Babs-Thomas, перевищивши швидкість, встановлену Кембеллом, не витримав ланцюг, що приводив у дію задній міст, обірвавшись, він розбиває череп гонщику, машина втрачає управління, відлітає в байраки і спалахує. Поки маршали добігли до машини, тіло Паррі-Томаса, яке було пристебнуте до сидіння, наполовину обгоріло, щоб дістати його, довелося ламати кістки ніг, після цієї страшної аварії гоночний апарат було вирішено закопати на місці трагедії.

## Автомобілі Leyland у складі компанії British Leyland Motor Corporation
Leyland Motors Ltd, припинивши виробництво своїх фешенебельних легковиків, продовжила виробництво продукції, яка користувалася величезним попитом, тобто вантажівок, омнібусів і автобусів. Британська фірма Trojan з Кройдона скористалася потужностями фірми з Лейленду для виробництва автомобілів своєї марки. У 1931 році фірма побудувала свій перший дизельний двигун з безпосереднім уприскуванням палива, з початком Другої світової війни підприємство стало поставляти британській армії танки Matilda, Covenanter і Churchill. У 1951 році починається скупка підприємств: першим потрапив у сферу впливу шотландський виробник вантажівок (а колись — і легкових автомобілів) — Albion Motor Co. Через 4 роки фірма купує компанію Scammell Lorries Ltd, у 1958 році третє покоління Спар'єрів, які стояли біля керма концерну, купує у держави танкобудівний завод у Лейленді, який також переходить під крило Leyland Motors Ltd під назвою Spurrier Works. У 1960 році під фірму з Лейленду лягає Standard-Triumph International, тепер компанія давала роботу 19 000 працівникам і випускала всі види наземного транспорту, крім залізничного. У 1963 році фірма змінює назву на Leyland Motor Corporation Ltd, до 1968 року поглинаються Bristol Commercial Vehicles, Eastern Coach Works, Rover, Alvis і Aveling-Barford, всього входило 27 підприємств до складу концерну, коли Leyland Motor Corporation Ltd об'єднується з British Motor Holdings і утворюється British Leyland Motor Corporation.

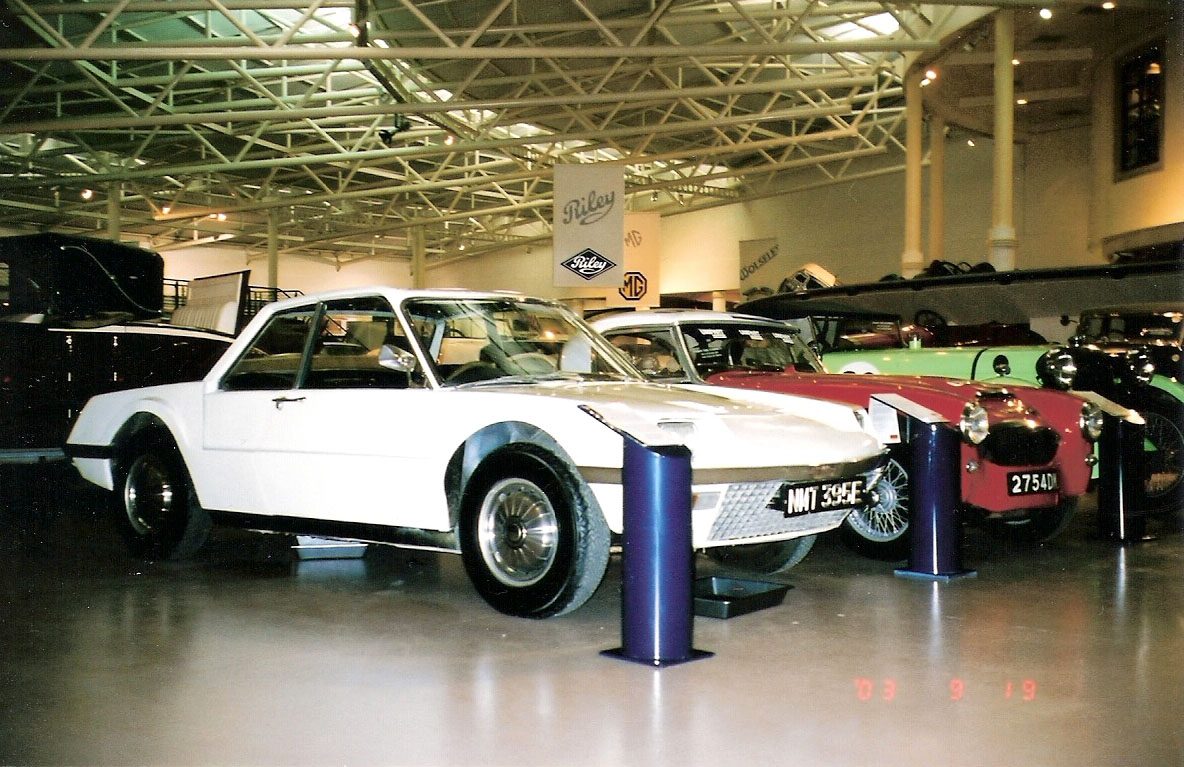
Leyland Eight GE

Легкові автомобілі продавалися під марками Austin, Daimler, Jaguar, MG, Mini, Morris, Rover, Triumph, Wolseley і Vanden Plas, наприкінці 60-х років керівництво концерну вирішує знову вивести на ринок легкових автомобілів бренд, який був відомий як комерційний. На базі прототипу з 6-циліндровим мотором будується новий, який оснастили 8-циліндровим мотором. Новий Leyland Eight GE був оснащений 3.5 л V8, який був форсований до 185 к.с., встановлений він був перед заднім мостом, тобто це був автомобіль з центральним розташуванням двигуна.
Автомобіль хоч і був не красенем, але мав чудові технічні дані, розгін до 100 км/год займав близько 7 секунд, оглядовість була чудовою, планувалося продавати до 5000 екземплярів цієї моделі, але в підсумку проєкт закрили, не обійшлося без сера Лайонса — глави фірми Jaguar Cars. Засновник Jaguar побачив конкурента своєму улюбленому дітищу — E-Type, тому натиснув на главу концерну Дональда Стокса. Але, тим не менш, марці Leyland як легковій судилося існувати.

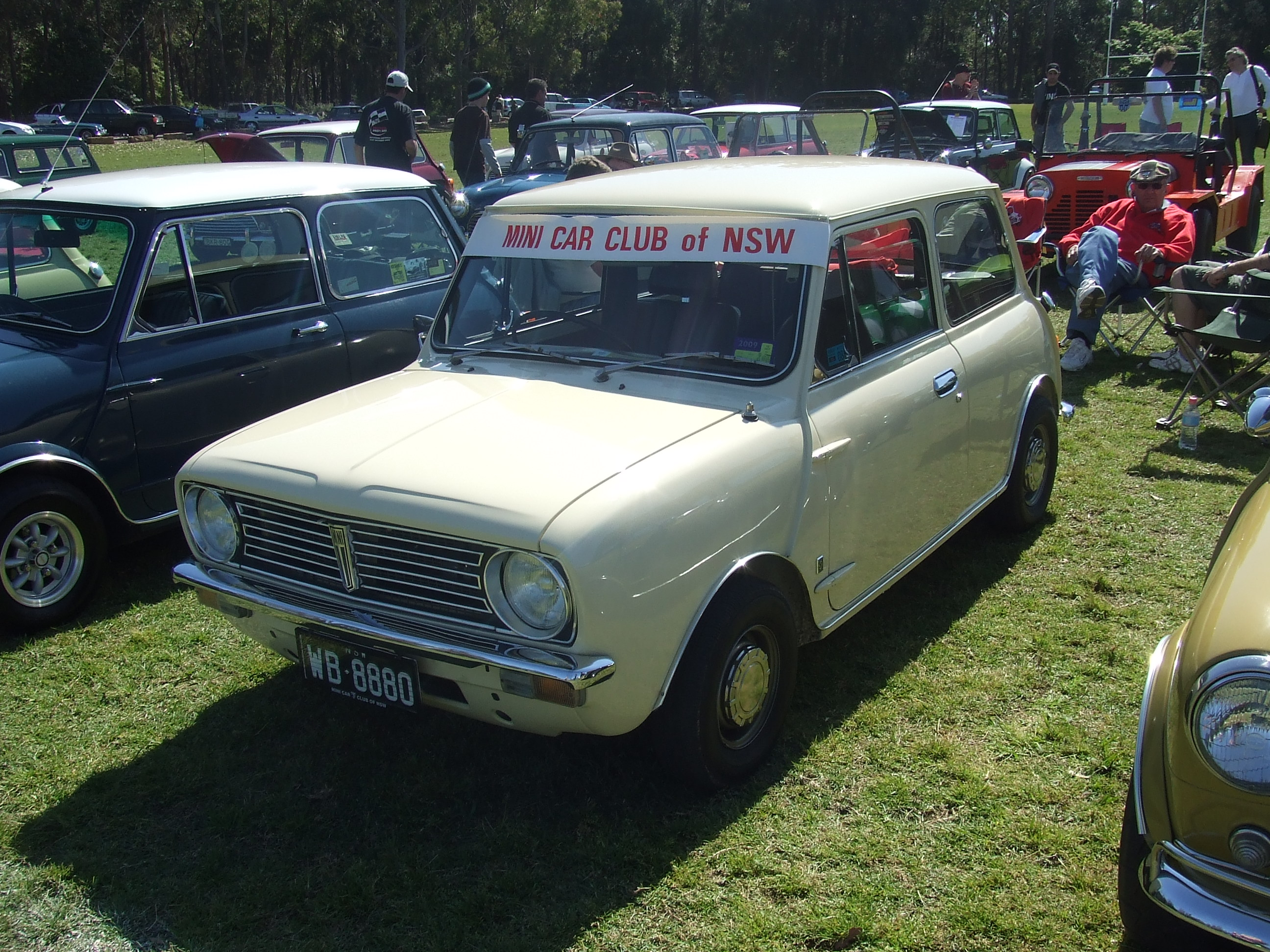
Leyland Mini

У далекій Австралії, в якій ще в 1919 році було відкрито дочірнє підприємство компанії Leyland Motors Ltd, в березні 1973 року починається продаж легкових автомобілів марки Leyland. Це були продукти бедж-інжинірингу, до 1973 року в континенті кенгуру продавалися автомобілі марки Austin і Morris, які не завжди були аналогічні британським, часто під цими брендами продавалася і продукція фірми Wolseley. Рішення ввести в експлуатацію новий бренд було викликано бажанням дистанціюватися від дешевших попередників, оскільки австралійці віддавали перевагу більш дорогим машинам. Так у березні 1973 року замість Morris Mini Clubman з'являється Leyland Mini, який оснащувався 1.1 л або 1.27 л двигунами. Відмінності від британських моделей полягали у більш комфортабельних передніх сидіннях і панелі приладів з розміткою в кілометрах, оскільки Австралія в той час перейшла на метричну систему вимірювань.

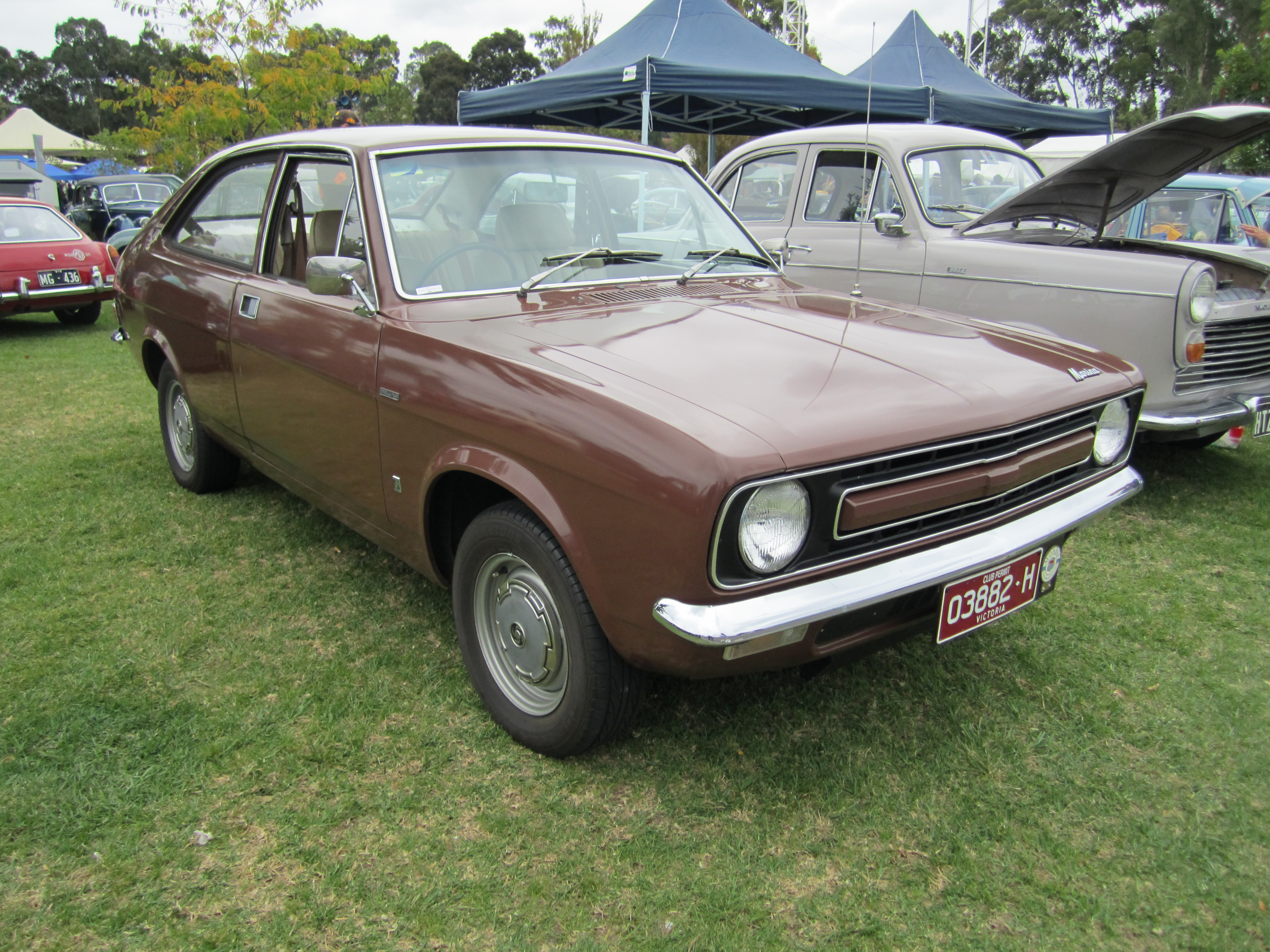
Leyland Marina 2600 Coupe

Morris Mini Moke перейменовується в Leyland Moke, салон цього утилітарного багі-кара також був більш комфортабельним, ніж у британського побратима, колеса були замінені на 13" (у британця вони були 10"), мотор був місцевого виготовлення, об'ємом 1.1 л. Третьою моделлю, продажі якої почалися в 1973 році, була Marina, що продавалася до цього під маркою Morris Marina. Якщо до цього «Марини» продавалися з 1500- і 1750-кубовими моторами, то тепер австралійцям пропонувався тільки 2.6 л 121-сильний 6-циліндровий двигун, який агрегатувався з 3-ступінчастою ручною коробкою передач від Holden, або з 3-ступінчастим автоматом Borg Warner місцевого виготовлення. Кузовні панелі надсилались з Коулі (Велика Британія), а в Зетланді вже відбувалася збірка автомобілів, які відрізнялися внутрішньою начинкою.

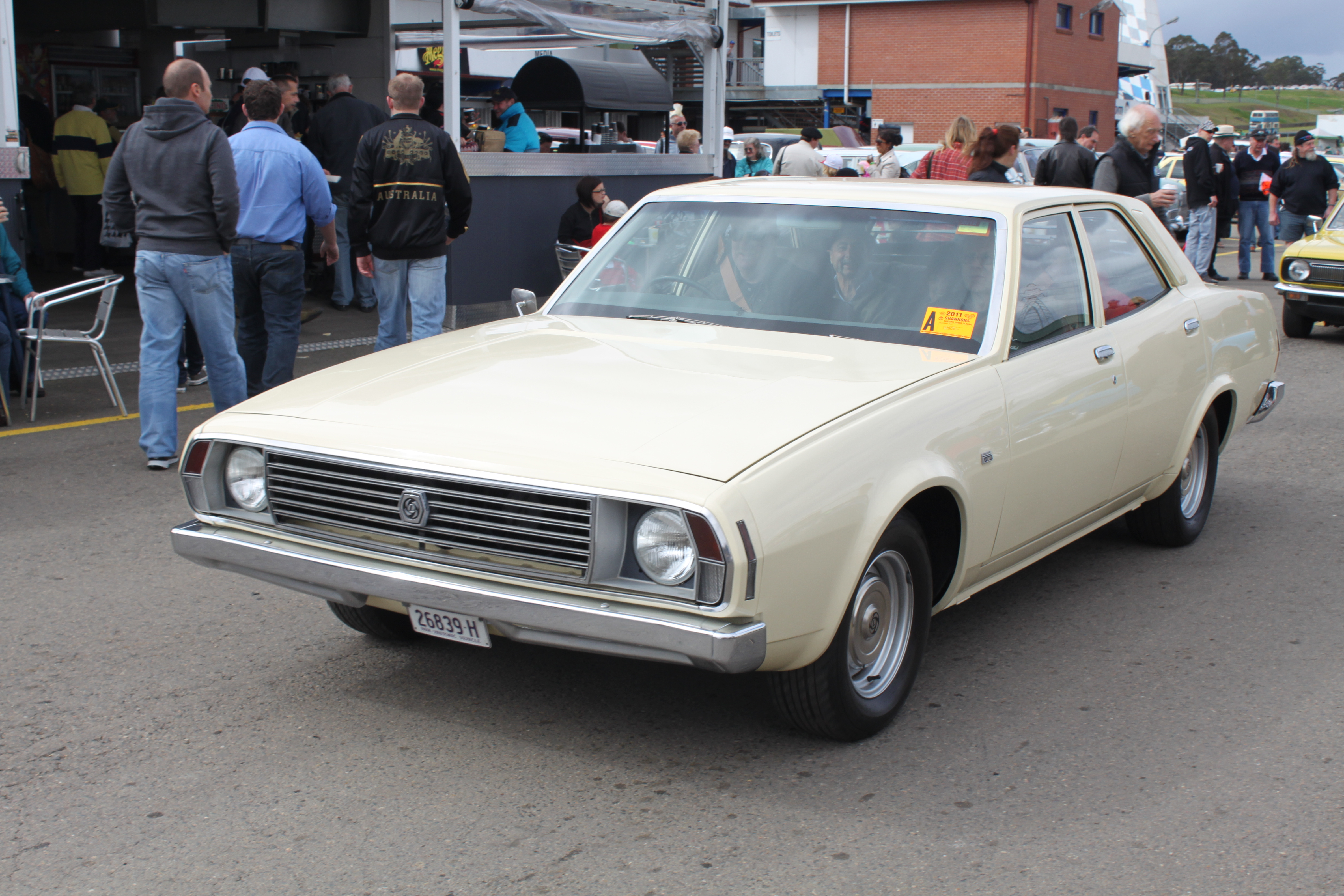
Leyland P76 Deluxe

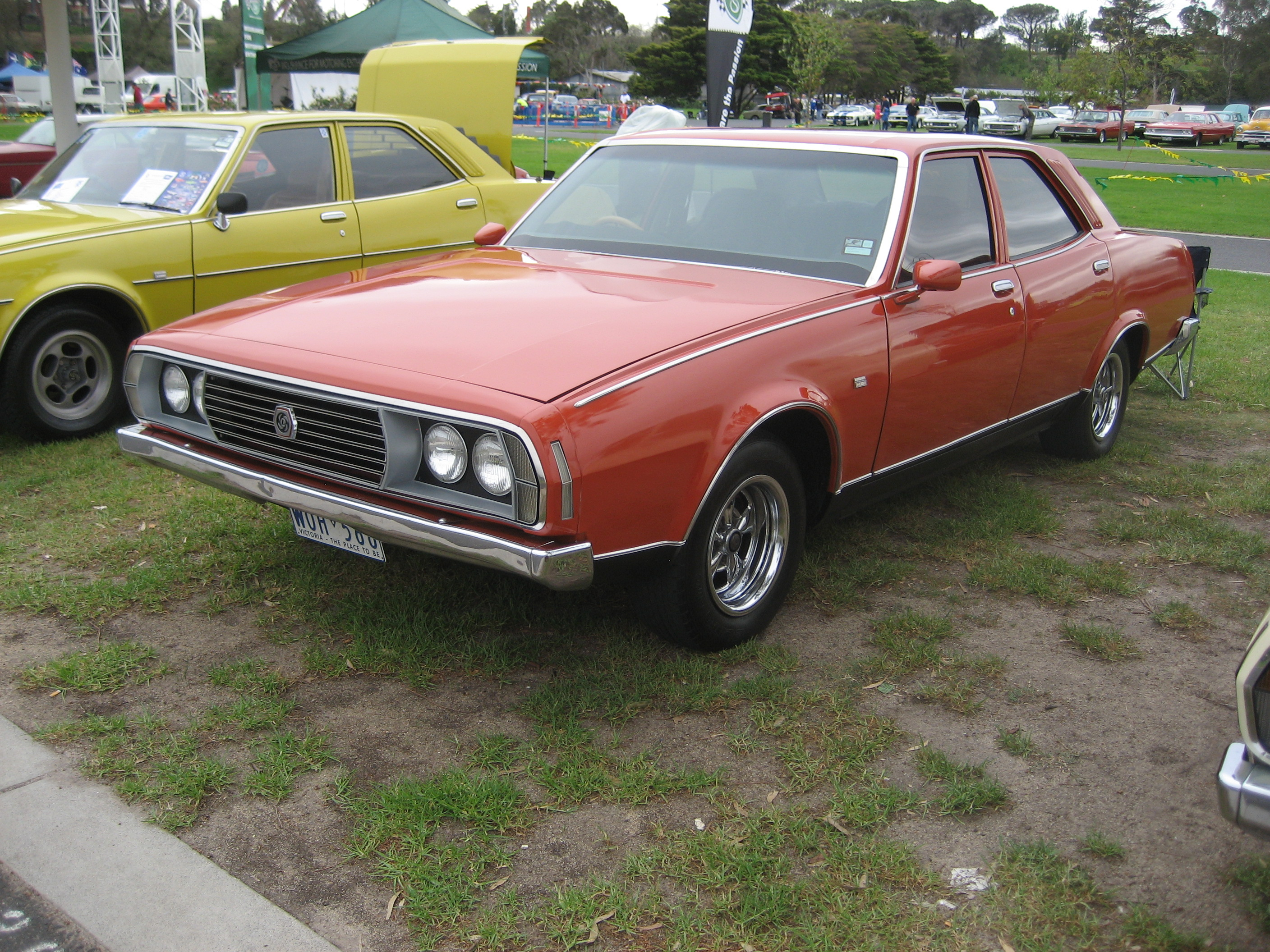
Leyland P76 Super

Але не ці автомобілі з іншими логотипами були головною новинкою 1973 року, головною новинкою стала модель Р76, яка замінила собою Austin Kimberley і Austin Tasman, по суті однакових технічно автомобілів з переднім приводом, але з різним рівнем обробки. Однак автомобілі з 2.2 л 6-циліндровим двигуном не могли протистояти великим задньопривідним австралійським моделям Ford Falcon і Chrysler Valiant, а також місцевим Holden Kingswood. Роботи над прототипом почалися ще в 1969 році, проєкту було дано назву Project 76, звідси і назва серійної машини — Р76. У лютому 1970 року, після того як проєкт від фірми ItalDesign був відхилений, за роботу взявся Мікелотті, у якого в скарбничці був нереалізований проєкт Triumph Puma. Нова машина пропонувалася клієнтам або в 6-циліндровому варіанті, двигун 2.6 л був збільшеним варіантом 2.2 л мотора, друга версія мала V8, об'ємом 4.4 л потужністю 192 к.с.. 4.4 л двигун був побудований на базі 3.5 л мотора, який сам у свою чергу був ліцензійною версією американського Buick. Автомобіль виявився прогресивним для австралійської автомобільної промисловості, так двигун був повністю виготовлений з алюмінієвих сплавів; рульове управління було рейковим; гальма спереду були оснащені дисками, що було доступно на Ford, Holden або Chrysler тільки за замовленням; в дверях були балки безпеки; передня підвіска була незалежною, а лобове скло вклеювалося. Автомобіль пропонувався в декількох комплектаціях, базовий Deluxe відрізнявся від інших моделей всього однією парою круглої передньої оптики, в той час як більш дорогі варіанти мали по дві пари фар, технічно відмінності зводилися до того, що варіант V8 Deluxe комплектувався тільки з 4-ступінчастою ручною коробкою передач, а більш дорогі варіанти можна було купити з автоматичною коробкою передач.

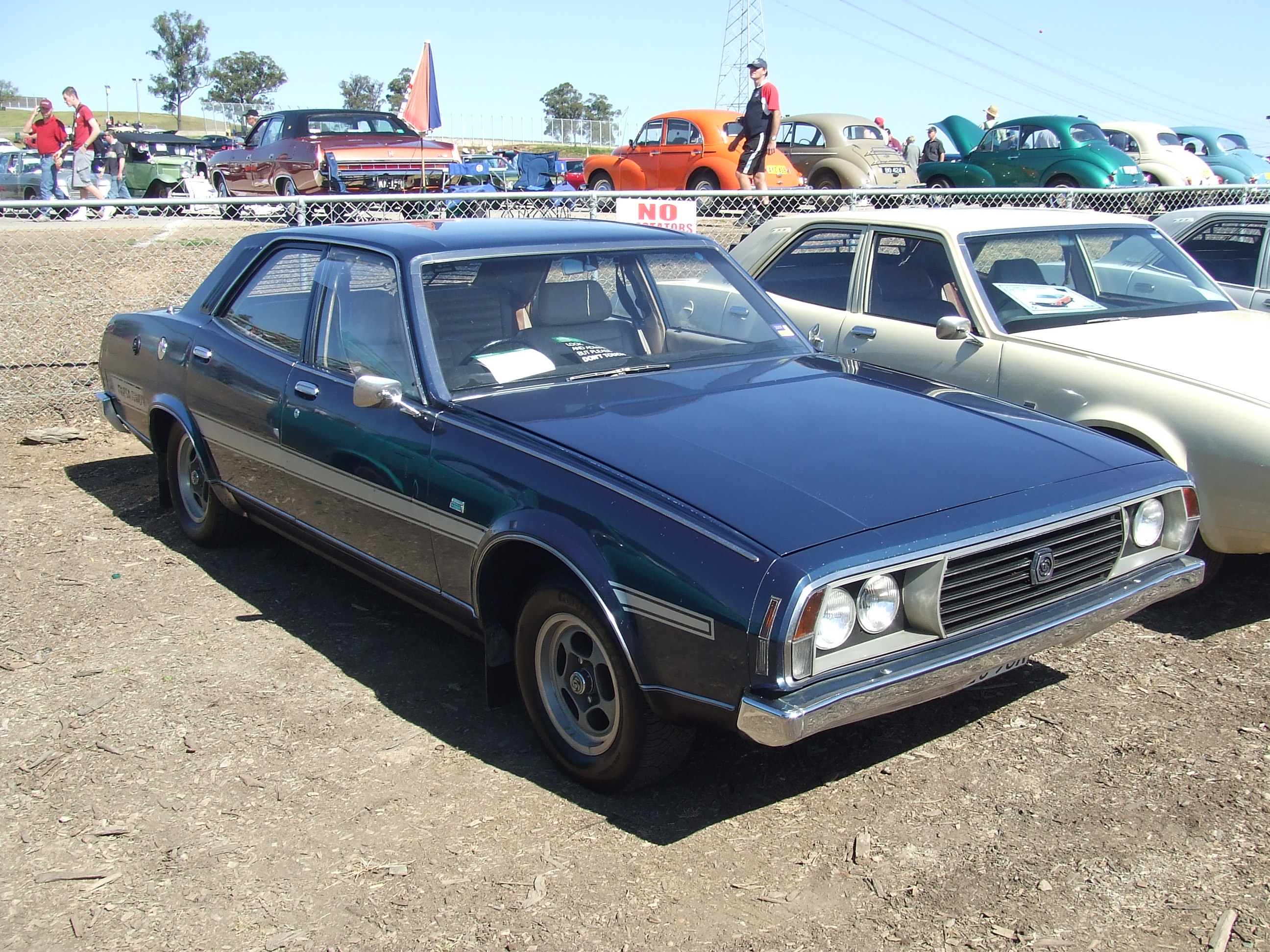
Leyland P76 Targa Florio

Автомобіль цілком добре був прийнятий австралійською клієнтурою, і навіть отримав приз «Автомобіль року» в австралійській версії. У 1974 році було вирішено запустити в серію версії Р76 з кузовами хетчбек-хардтоп і універсал, однак у розпалі були паливна та економічна кризи, паливо підскочило в ціні в чотири рази, реалізовувати більше неекономічні машини було проблематично, виробництво седанів припиняється в жовтні 1974 року, але незадовго до цього була випущена серія в 300 автомобілів, присвячених перемозі на одному з етапів в WRC, що проходив в Тарга Флоріо. Leyland P76 став першим австралійським автомобілем, що отримав перемогу в цих змаганнях (хай і в одному з етапів серії). Комплектація Targa Florio забарвлювалася фарбою металік із сріблястими смугами, комплектувалася литими дисками, підсилювачем керма і диференціалом з блокуванням.

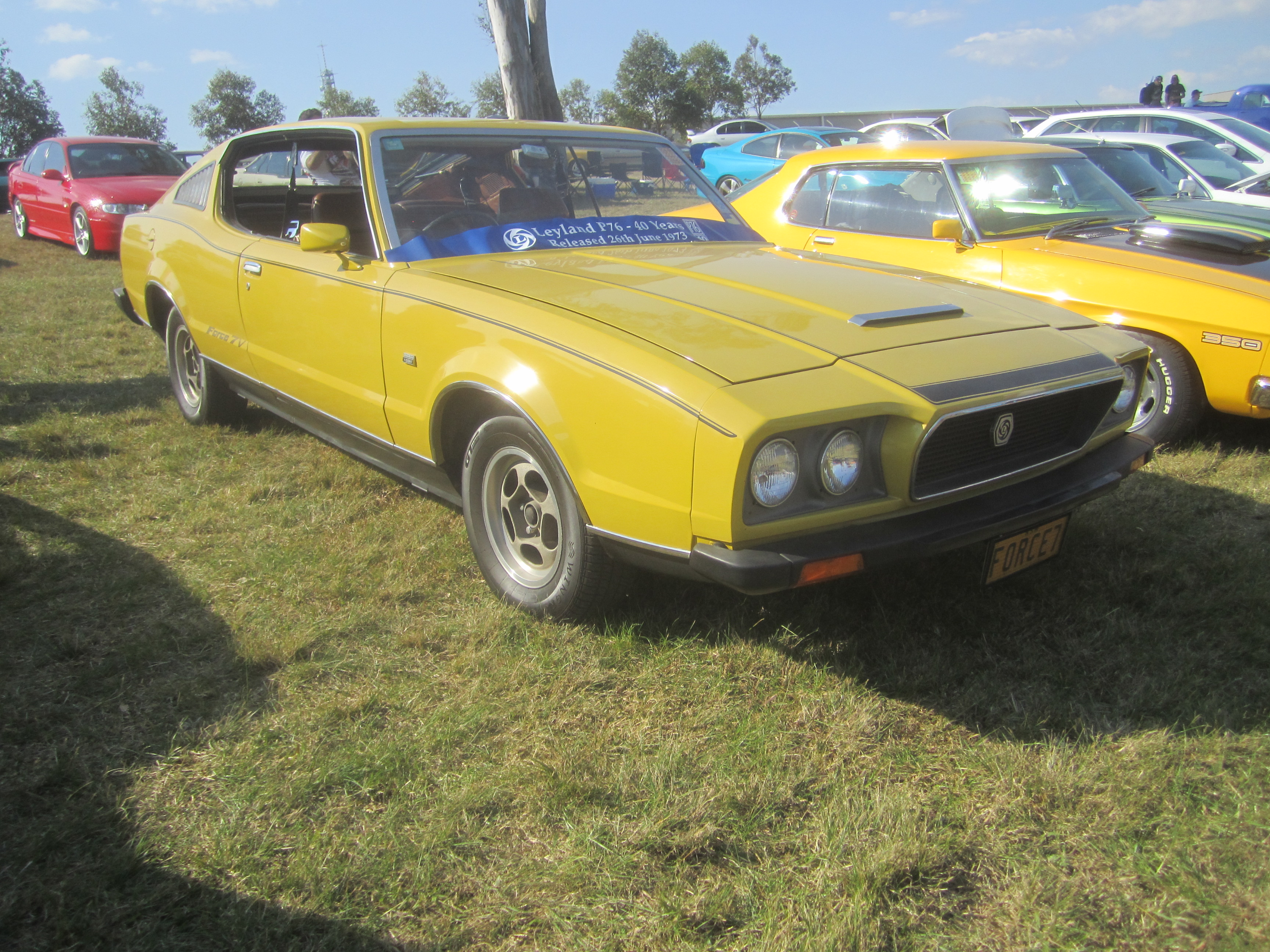
Leyland P76 Tour de Force

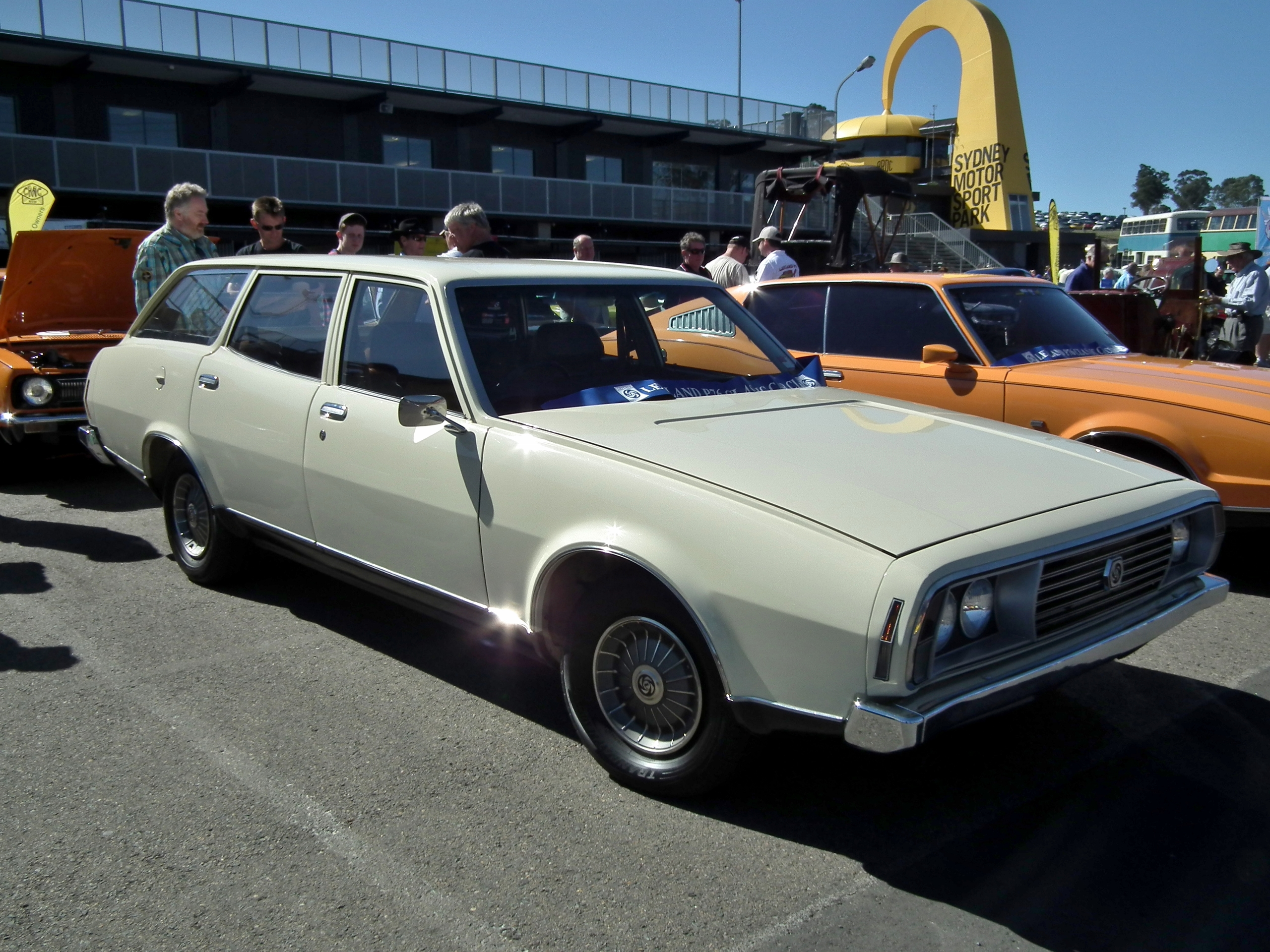
Leyland P76 Station Wagon

Для перших австралійських хетчбеків було виготовлено близько сотні кузовів, але укомплектували їх всього в кількості декількох десятків, решту кузовів знищили, до наших днів дійшло всього з десяток цих автомобілів, яких назвали P76 Force. Причому хетчбеки повинні були мати три версії: P76 Force 7 з 2.6 л мотором і 3-ступінчастою ручною коробкою передач, P76 Force 7V з 4.4 л мотором і 4-ступінчастою мануальною коробкою, і P76 Tour de Force з 4.4 л двигуном і коробкою автомат, його салон був оброблений шкірою. Універсалів взагалі було побудовано чотири примірники, з яких до наших днів дожив лише один.
У тому ж році припинили виробництво Leyland Marina, в 1978 році припиняється виробництво моделі Mini, і останнім легковим автомобілем, що носив марку Leyland, стала модель Moke, яка закінчила свій виробничий шлях в Австралії в 1982 році.
Британці планували продавати автомобілі серії Р76 у себе на батьківщині під маркою Vanden Plas, проте підприємство закінчило 1974 рік в глибокому мінусі, британський уряд країни взяв справу під власний контроль, викупивши 95% акцій підприємства, яке перейменували в British Leyland Limited. Провівши дослідження, нове керівництво прийшло до думки, що модель Р76 занадто велика для європейського ринку, і тому на її продажу в Європі було поставлено жирний хрест. Також був закритий проєкт Р82, в рамках якого розроблявся спадкоємець моделі Marina, спадкоємець повинен був бути оснащений мотором 3.3 л V6, якого раніше не було у концерну, але проєкт був мертвонародженим. Решта двигунів V8 4.4 л, які були вже виготовлені в Зетленді та які залишилися поза справами, були продані через мережу, яка продавала двигуни для катерів.

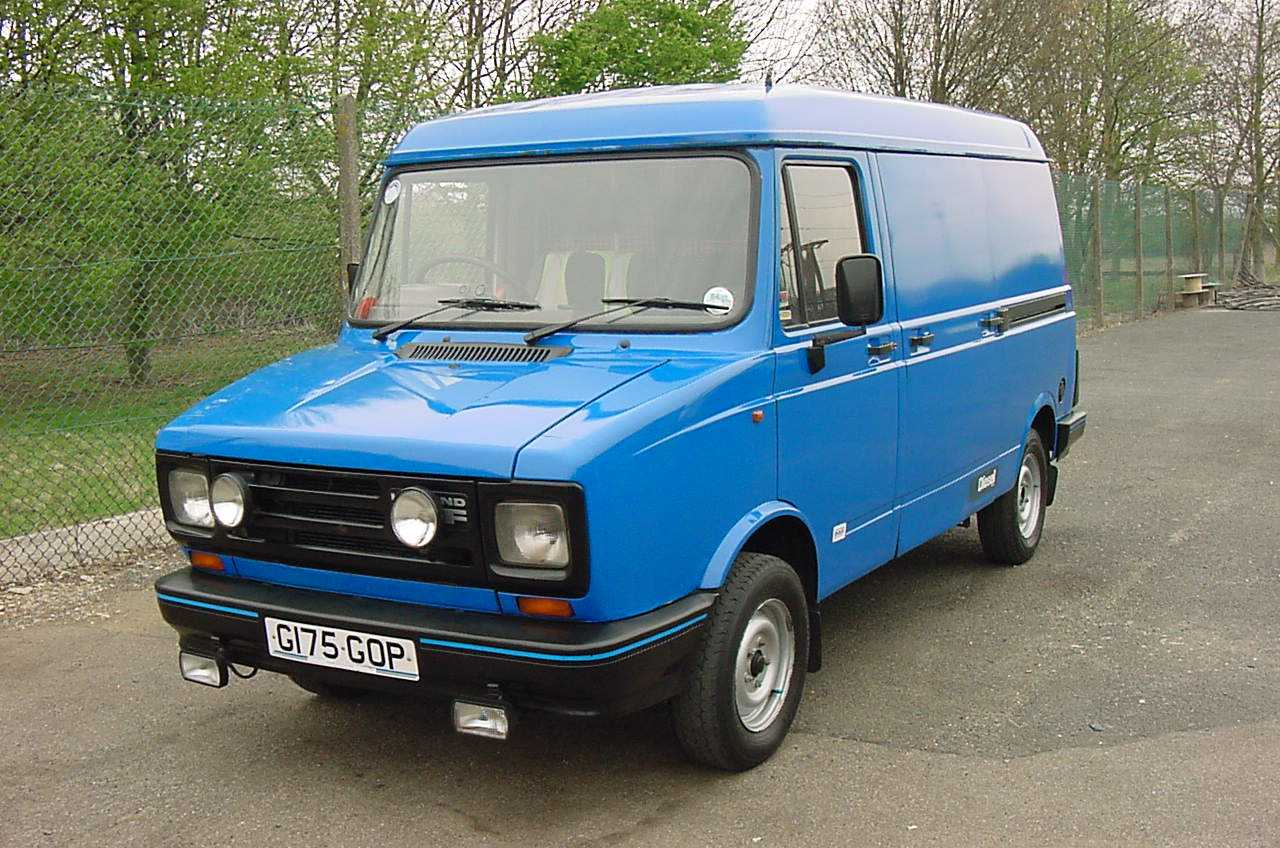
Leyland DAF Series 200. Нащадок Leyland Sherpa

У 1978 році частина концерну, яка виробляла комерційний транспорт, стала називатися BL Commercial Vehicles, а легковий через рік перейменували в BL Ltd. У 1986 році BL Ltd став зватися Rover Group, через рік вантажне відділення об'єдналося з голландською фірмою DAF, тепер підприємство називалося DAF NV, а вантажна продукція продавалася в Англії як Leyland DAF, і в Голландії — як просто DAF, автобусний підрозділ, який став носити назву Leyland Bus, проіснував рівно рік, після чого був проданий фірмі Volvo, і назва залишилася в історії. У 1993 році відділення, яке випускало мікроавтобуси 200 і 400 серії, які вели свій родовід від моделі Sherpa, стало окремим підприємством під назвою Leyland DAF Vans (LDV), вантажна фірма DAF NV в 1998 році перейшла під крило американського PACCAR, яка випускала легендарні вантажівки Kenworth і Peterbild.
У 2005 році єдине підприємство, яке ще носило легендарне ім'я Leyland, тобто Leyland DAF Vans, було викуплено групою Sun European Partners, яка влітку 2006 року перепродала фірму групі ГАЗ з РФ. GAZ International, який був створений в Британії для управління фірмою LDV, планував випускати і продавати до 50 000 мінівенів LDV Maxus, проте криза перекреслила всі плани, і виробництво цього мікроавтобуса було припинено в грудні 2008 року. У кінцевому рахунку власником цієї британської фірми стала китайська фірма SAIC Motor, яка володіла брендом MG Rover. Бренд Leyland DAF Vans існує і сьогодні, але тільки в Австралії, де продаються мікроавтобуси Maxus, щопродаються в Південно-Східній Азії під маркою Weststar.
Крім цього в Індії існує з 1955 року марка Ashok Leyland, частина якої належала британській компанії, але сьогодні ця фірма входить в концерн Hinduja Group, і є єдиною маркою, у якої на лицьовій панелі кузовів вантажних автомобілів красується слово LEYLAND, нехай і з приставкою Ashok.

## Список легкових автомобілів Leyland
- 1920 — Leyland Eight
- 1973 — Leyland Mini
  - Leyland Moke
  - Leyland Marina
  - Leyland P76